# 일개인적무림
일개인적무림(一個人的武林, Kung Fu Killer)은 홍콩에서 제작된 진덕삼 감독의 2014년 액션, 스릴러, 범죄 영화이다. 견자단 등이 주연으로 출연하였다.

## 출연

### 주연
- 견자단
- 왕바오창
- 양채니
- 바이 빙

### 조연
- 원빈
- 장란신
- 진위정
- 방중신
- 강대위
- 추문회
- 오호강
- 동위
- 이충지
- 번소황
- 석연능
- 유위강
- 정 바오루이
- 황지강
- 베이 로건

## 제작진
- 미술: 맥국강
- 시각효과: 에녹 챈